# Saint-Alban-Leysse
Saint-Alban-Leysse è un comune francese di 5 916 abitanti situato nel dipartimento della Savoia della regione dell'Alvernia-Rodano-Alpi.

## Società

### Evoluzione demografica
Abitanti censiti